# Ernie Hudson

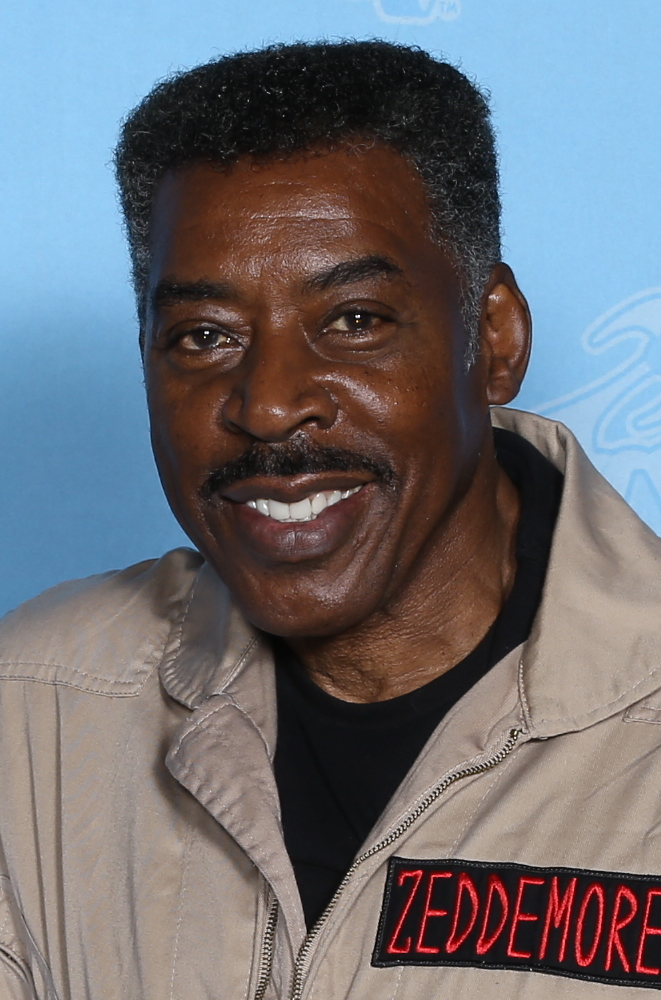
Ernie Hudson (2019)

Earnest Lee „Ernie“ Hudson (* 17. Dezember 1945 in Benton Harbor, Michigan) ist ein US-amerikanischer Schauspieler und Synchronsprecher.

## Leben
Hudson wuchs in Benton Harbor in Michigan auf. Da er seinen Vater nie kennenlernte und seine Mutter nur zwei Monate nach seiner Geburt an Tuberkulose starb, wuchs er bei seiner Großmutter mütterlicherseits auf. Nachdem er kurze Zeit im US Marine Corps gedient hatte, zog er nach Detroit, wo er am Concept East, dem ältesten US-amerikanischen Theater für Schwarze, spielte. Während seines Studiums an der Wayne State University vertiefte er seine schauspielerischen Fähigkeiten und konnte, nachdem er mit einem Bachelor of Arts graduierte, mit einem Stipendium an der Yale School of Drama studieren.
Bald spielte er in dem Musical Daddy Goodness, wo er Gordon Parks traf, der ihm eine erste Filmrolle in Leadberry verschaffte. Danach begann Hudson an der University of Minnesota für eine Promotion zu studieren, bevor er wieder zur aktiven Schauspielerei zurückkehrte.
Seit 1976 tritt er auch als Schauspieler sowie Synchronsprecher in Film und Fernsehen in Erscheinung. Sein Schaffen umfasst mehr als 230 Produktionen. 1999 wurde er für seine Rolle in Oz mit dem Satellite Award ausgezeichnet.
Am bekanntesten wurde er durch seine Rolle als Winston Zeddemore in den Filmen Ghostbusters – Die Geisterjäger (1984) und Ghostbusters II (1989). Allerdings verlor er diese Rolle bei einem Vorsprechen für die Zeichentrickserie The Real Ghostbusters an Arsenio Hall. Noch heute wird er auf der Straße wegen seiner Rolle angesprochen und besucht seit Jahren immer wieder verkleidet als Ghostbuster mehrere Conventions.
Nachdem Hudson sich auf drei unterschiedliche Rollen als Polizist bei der Polizei von San Bernardino County vorbereitete, wurde er dort ab 1989 Hilfssheriff und stieg 1994 schließlich in den Rang eines Sergeant beim Special Service Bureau der Polizei auf.
Hudson war von 1963 bis zu seiner Scheidung am 30. Dezember 1982 mit seiner ersten Ehefrau verheiratet, mit der er zwei Söhne hat, wovon einer der Schauspieler Ernie Hudson Jr. ist. Seit dem 25. Mai 1985 ist er in zweiter Ehe mit Linda Kingsberg verheiratet, mit der er ebenfalls zwei Söhne hat.

## Filmografie (Auswahl)
- 1976: Leadbelly

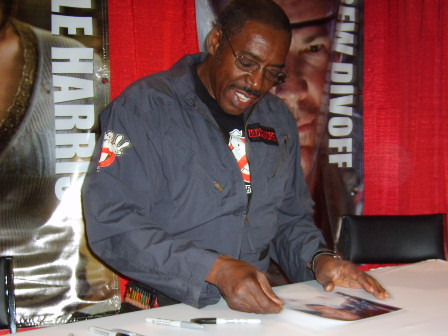
Ernie Hudson 2008 bei der AdventureCon

- 1977: Der Mann aus Atlantis (Man from Atlantis, Fernsehserie, eine Episode)
- 1977: Mad Bull – Der Supercatcher (Mad Bull)
- 1979: Der unglaubliche Hulk (The Incredible Hulk, Fernsehserie, eine Episode)
- 1979: Roots – Die nächsten Generationen (Roots: The Next Generations)
- 1980: Der Jazz-Sänger (The Jazz Singer)
- 1981: Unsere kleine Farm (Little House on the Prairie, Fernsehserie, eine Episode)
- 1982: Ein Duke kommt selten allein (The Dukes of Hazzard, Fernsehserie, eine Episode)
- 1983: Auf die Bäume, ihr Affen (Going Berserk)
- 1983: Das A-Team (The A-Team, Fernsehserie, eine Episode)
- 1983: Spacehunter – Jäger im All (Spacehunter: Adventures in the Forbidden Zone)
- 1983: Zwei vom gleichen Schlag (Two of a Kind)
- 1984: Chefarzt Dr. Westphall (St. Elsewhere, Fernsehserie, 6 Episoden)
- 1984: Ghostbusters – Die Geisterjäger (Ghostbusters)
- 1985: Der Mörder und die Lady (Love on the Run)
- 1986: Das durchgeknallte Polizeirevier (The Last Precinct, Fernsehserie, 8 Episoden)
- 1987: Der stählerne Vorhang (Weeds)
- 1987: Full House (Fernsehserie, eine Episode)
- 1988: Das dreckige Dutzend – The Fatal Mission (The Dirty Dozen: The Fatal Mission)
- 1989: Leviathan
- 1989: Ghostbusters II
- 1989: Detroit City – Ein irrer Job (Collision Course)
- 1990–1991: Das Psycho-Dezernat (Broken Badges, Fernsehserie, 7 Episoden)
- 1992: Die Hand an der Wiege (The Hand That Rocks the Cradle)
- 1994: Airheads
- 1994: Flucht aus Absolom (No Escape)
- 1994: Machen wir’s wie Cowboys (The Cowboy Way)
- 1994: Sprachlos (Speechless)
- 1994: Sugar Hill
- 1994: The Crow – Die Krähe (The Crow)
- 1995: Congo
- 1995: Jim Carroll – In den Straßen von New York (The Basketball Diaries)
- 1996: Die Rache des Kartells (For Which He Stands)
- 1996: Mörderischer Tausch (The Substitute)
- 1996: Tornado!
- 1997: Operation Delta Force
- 1997: Mr. Magoo
- 1997–2003: Oz – Hölle hinter Gittern (Oz, Fernsehserie, 56 Episoden)
- 1998: Kick Fire – Ohne jede Vorwarnung (Best of the Best: Without Warning)
- 1998: Tod eines Showgirls (Butter)
- 1999: Speed Train – Todesfahrt in die Hölle (Hijack)
- 1999: Shark Attack (Shark Attack)
- 1999: Privatdetektiv Spenser: Verdächtiges Schweigen (Small Vices)
- 2000: Spenser: Thin Air
- 2000: Der Tod fliegt mit (Nowhere to Land)
- 2000: Miss Undercover
- 2000: Späte Abrechnung (Red Letters)
- 2001: Spenser: Walking Shadows
- 2003–2004: 10-8: Officers on Duty (Fernsehserie, 15 Episoden)
- 2005: Miss Undercover 2 – Fabelhaft und bewaffnet (Miss Congeniality 2: Armed and Fabulous)
- 2005: Need for Speed: Most Wanted (Videospiel)
- 2006: Stargate – Kommando SG-1 (Stargate SG-1, Fernsehserie, Episode 9x15)
- 2006: Crossing Jordan – Pathologin mit Profil (Crossing Jordan, Fernsehserie, Episode 5x12)
- 2006: Hood of Horror
- 2006–2007: Desperate Housewives (Fernsehserie, 7 Episoden)
- 2007: All Hat
- 2007: Psych (Fernsehserie, Episode 2x10)
- 2007: Nobel Son
- 2007: Cold Case – Kein Opfer ist je vergessen (Cold Case, Fernsehserie, Episode 4x14)
- 2007–2008: Bones – Die Knochenjägerin (Bones, Fernsehserie, 2 Episoden)
- 2008–2013: The Secret Life of the American Teenager (Fernsehserie, 18 Episoden)
- 2009: Dragonball Evolution
- 2009: Heroes (Fernsehserie, 2 Episoden)
- 2009: Meteoriten – Apokalypse aus dem All (Meteor, Fernsehzweiteiler)
- 2009–2010: Law & Order (Fernsehserie, 7 Episoden)
- 2010: Criminal Minds (Fernsehserie, Episode 6x06)
- 2010: Smokin’ Aces 2: Assassins’ Ball
- 2010–2013: Transformers: Prime (Fernsehserie, 37 Episoden, Stimme)
- 2011: White Collar (Fernsehserie, Episode 3x04)
- 2011: Torchwood (Fernsehserie, Episode 4x06)
- 2011: How I Met Your Mother (Fernsehserie, Episode 7x11)
- 2011: Grey’s Anatomy (Fernsehserie, Episode 8x07)
- 2011, 2014: Rizzoli & Isles (Fernsehserie, 2 Episoden)
- 2012: Beverly Hills Chihuahua 3 (Stimme)
- 2012, 2014: Franklin & Bash (Fernsehserie, 4 Episoden)
- 2012, 2016: Modern Family (Fernsehserie, 3 Episoden)
- 2013: Battledogs (Fernsehfilm)
- 2013: Nennt mich verrückt! (Call Me Crazy: A Five Film, Fernsehfilm)
- 2013: Mob City (Fernsehserie, 2 Episoden)
- 2014: Das Glück an meiner Seite (You’re Not You)
- 2014: Hot in Cleveland (Fernsehserie, Episode 06x07)
- 2015–2021: Grace and Frankie (Fernsehserie)
- 2016: Batman: Bad Blood (Synchronsprecher von Lucius Fox)
- 2016: Gott ist nicht tot 2 (God’s Not Dead 2)
- 2016: Ghostbusters (Ghostbusters: Answer the Call)
- 2017: APB – Die Hightech-Cops (APB, Fernsehserie, 12 Episoden)
- 2017: Twin Peaks (Fernsehserie, 2 Episoden)
- 2018: Lethal Weapon (Fernsehserie, Episode 2x11)
- 2018: Blue Bloods – Crime Scene New York (Blue Bloods, Fernsehserie, Episode 8x14)
- 2019: Adventure Force 5
- 2019–2020: L.A.’s Finest (Fernsehserie)
- 2021: MacGyver (Fernsehserie, Episode 5x14)
- 2021: Ghostbusters: Legacy (Ghostbusters: Afterlife)
- 2022–2024: Quantum Leap (Fernsehserie, 31 Episoden)
- 2023: Champions
- 2024: Ghostbusters: Frozen Empire
- 2025: The Masked Singer (Fernsehsendung, Gastauftritt Episode 13x5)